# Museu de Arte Moderna do Rio de Janeiro
Het Museu de Arte Moderna do Rio de Janeiro (Nederlands: Museum voor Moderne Kunst van Rio de Janeiro, afkorting: MAM Rio) is een kunstmuseum in de Braziliaanse stad Rio de Janeiro. Het is daar gelegen in het Flamengopark vlak bij de Baai van Guanabara. Het museum is in de jaren veertig opgericht en is gehuisvest in een gebouw van drie verdiepingen met schuin oplopende portieken. Naast expositieruimtes omvat het museumcomplex een bibliotheek met ruim honderd bladcollecties en zevenduizend banden op het gebied van de kunst en een cinematheek met een capaciteit voor 165 personen waar speelfilms, documentaires en tekenfilms worden getoond.

## Geschiedenis
Het in 1948 gestichte Museu de Arte Moderna is in 1954 gebouwd naar een ontwerp van stadsarchitect A.E. Reidy. Vierentwintig jaar na de bouw brak er in juli 1978 een brand in het museumgebouw uit, waardoor circa negentig procent van de oorspronkelijke museumcollectie, waaronder werken van Salvador Dalí, René Magritte en Pablo Picasso, verloren ging. Ten gevolge hiervan ging het museum enige tijd dicht, waarna de instelling na restauratiewerkzaamheden in 1979 haar deuren weer opende. 
Ongeveer acht jaar later stelde MAM in ruil voor contributie lidmaatschap van het museum gekoppeld aan belastingaftrek in. Van begin jaren negentig tot begin jaren nul, toen de Braziliaanse economie zich in een laagconjunctuur bevond, was MAM aangewezen op geldgevers en op donaties door Braziliaanse beeldende kunstenaars voor de uitbreiding van zijn collectie. Dankzij een dergelijke geldgever breidde het museum zijn collectie schilderijen in 1994 enigszins uit. Twee jaar later vervulde het de functie van concertzaal voor muziekoptredens, door als locatie voor het Free Jazz Festival te fungeren.

## Collectie
De MAM-collectie omvat meer dan zes duizend stukken en bestaat uit onder meer schilderijen en sculpturen van onder anderen Jackson Pollock, Gerhard Richter, Alberto Giacometti, Tomie Ohtake, A. R. Penck, Cândido Portinari en Auguste Rodin.